# 科爾貝特峰
46°22′47″N 9°16′49″E / 46.37972°N 9.28028°E
科爾貝特峰（義大利語：Piz Corbet），是歐洲的山峰，位於瑞士和意大利接壤的邊境，由倫巴第大區和格勞賓登州負責管轄，屬於勒蓬廷阿爾卑斯山脈的一部分，海拔高度3,025米。

## 外部連結
- Piz Corbet on Hikr （页面存档备份，存于）